# Одержима (фільм, 2013)
«Одержима» (англ. Crush) — американський кінофільм режисера Малика Бейдера, що вийшов на екрани в 2013 році.

## Сюжет
Скромна, сором'язлива дівчина Бесс знаходить собі ідеал в школі. Вибір припав на найкращого футболіста, підкорювача всіх дівочих сердець, Скотта. Бесс, не в силах опиратися своїй пристрасті, починає переслідувати свого кумира…

## У ролях
| Актор          | Роль           |
| -------------- | -------------- |
| Лукас Тілл     | Скотт          |
| Крістал Рід    | Бесс           |
| Сара Болджер   | Джулс          |
| Катріна Балф   | Енді           |
| Рейд Юінг      | Джеффрі        |
| Голт Маккелені | Майк           |
| Лі Воннелл     | Девід          |
| Майкл Ландес   | Містере Грехем |
| Камілла Гуаті  | Місіс Браун    |
| Айзая Мустафа  | Тренер Еванс   |

## Знімальна група
- Режисер — Малик Бейдер
- Сценарист — Сонні Маллхи
- Продюсер — Марк Д. Еванс, Тревор Мейсі, Аніл Курьян
- Композитор — Джуліан Бойд